# 马来西亚理科大学
马来西亚理科大学（缩写 USM），简称理大，是马来西亚一所研究型公立大学，于1969年成立。该校是唯一一所受该国政府认证的顶尖大学（APEX University）。
2024年QS世界大学排名中，马来西亚理科大学位居世界第137名、亚洲排名第35名、马来西亚国内本地大学排名第2名。

## 校區
理大众学院以及研究所分布在三个区域：槟岛牛汝莪（Gelugor）主校区、高渊的工程系分校以及吉兰丹古邦阁亮（Kubang Kerian）的医学分校。除此之外，理大也有几所研究中心，分布在马来西亚各地，包括位于可拉春海滩的海洋研究中心（CEMACS）和位于武吉占姆（Bukit Jambul）的化学生物研究中心（CCB）。

## 学院
总校（槟岛）

- 物理学院
- 生物学院
- 化学学院
- 数学学院
- 电脑（计算机）科学学院
- 药剂科学学院
- 工业科技学院
- 房屋，建筑及规划学院
- 艺术学院
- 传媒学院
- 教育学院
- 人文学院
- 社会科学学院
- 管理学院
- 商科研究院
- 远程教育学院
- 语言、文化与翻译学院

工程分校（高淵）

- 航空工程学院
- 土木工程学院
- 化学工程学院
- 电机与电子工程学院
- 材料与矿物工程学院
- 机械工程学院

医学分校（古邦阁亮）

- 医学学院
- 牙医学学院
- 健康科学学院

## 荣誉奖项
2019年9月23日，在马来西亚理科大学第57届毕业典礼上，为表扬时任马来西亚首相马哈迪·莫哈末的政治成就，校方特别颁发“校长荣誉特别奖”（Anugerah Khas Kelestarian Canselor）予马哈迪，这也是理大首设的特别荣誉奖项。

## 校际交流与合作
马来西亚理科大学与以下院校签订了学生交换协议（部分）。

### 亚洲
- 新加坡
  - 新加坡国立大学
  - 南洋理工大学

- 中国
  - 北京大学
  - 西安交通大学

- 日本
  - 京都大学
  - 北海道大学

### 欧洲
- 英国
  - 伦敦国王学院
  - 诺丁汉大学

### 北美洲
- 加拿大
  - 英属哥伦比亚大学

## 校友
- 曹观友，马来西亚政治人物、马来西亚槟城州第五任首席部长、丹绒国会议员、槟城州立法议会巴当哥打议员兼行政议员，也是民主行动党全国副主席和槟城州主席。
- 莫哈末沙努西，马来西亚政治人物、马来西亚伊斯兰党副主席，为吉打州第 14 任州务大臣。
- 西华拉兹，马来西亚政治人物、马来西亚国大党青年团团长，彭亨州金马仑高原国会议员。